# WSA World Series Finals 2011/12
Die WSA World Series Finals der Damen fanden vom 4. bis 8. Januar 2012 im Queen’s Club in London, England statt. Die erstmals ausgetragenen World Series Finals waren Teil der WSA World Tour 2011/12 und mit 50.000 US-Dollar dotiert.
Die auf Position eins gesetzte Nicol David setzte sich im Endspiel gegen Madeline Perry mit 11:9, 11:9 und 11:9 durch.

## Ergebnisse

### Gruppe A

#### Tabelle
| Pos. | Setzliste | Spielerin      | Spiele | Sätze | Punkte |
| ---- | --------- | -------------- | ------ | ----- | ------ |
| 1    | 1         | Nicol David    | 3:0    | 6:0   | 67:36  |
| 2    | 3         | Madeline Perry | 1:2    | 3:4   | 62:63  |
| 3    | 6         | Camille Serme  | 1:2    | 3:5   | 66:77  |
| 4    | 8         | Donna Urquhart | 1:2    | 2:5   | 52:71  |

#### Ergebnisse
| Spielerin      | Spielerin      | Ergebnis         |
| -------------- | -------------- | ---------------- |
| Madeline Perry | Donna Urquhart | 11:7, 11:6       |
| Nicol David    | Camille Serme  | 11:6, 11:6       |
| Madeline Perry | Camille Serme  | 6:11, 11:5, 7:11 |
| Nicol David    | Donna Urquhart | 11:4, 11:4       |
| Nicol David    | Madeline Perry | 11:6, 12:10      |
| Camille Serme  | Donna Urquhart | 11:9, 8:11, 8:11 |

### Gruppe B

#### Tabelle
| Pos. | Setzliste | Spielerin       | Spiele | Sätze | Punkte |
| ---- | --------- | --------------- | ------ | ----- | ------ |
| 1    | 2         | Jenny Duncalf   | 3:0    | 4:2   | 71:38  |
| 2    | 5         | Laura Massaro   | 2:1    | 4:4   | 67:34  |
| 3    | 4         | Rachael Grinham | 1:2    | 2:5   | 31:72  |
| 4    | 7         | Low Wee Wern    | 0:3    | 1:6   | 50:75  |

#### Ergebnisse
| Spielerin       | Spielerin       | Ergebnis         |
| --------------- | --------------- | ---------------- |
| Jenny Duncalf   | Laura Massaro   | 5:11, 11:6, 11:6 |
| Rachael Grinham | Low Wee Wern    | 9:11, 11:8, 11:9 |
| Jenny Duncalf   | Low Wee Wern    | 11:7, 11:8       |
| Laura Massaro   | Rachael Grinham | walkover         |
| Laura Massaro   | Low Wee Wern    | 11:3, 11:4       |
| Jenny Duncalf   | Rachael Grinham | walkover         |

### Halbfinale
| Spielerin      | Spielerin     | Ergebnis          |
| -------------- | ------------- | ----------------- |
| Nicol David    | Laura Massaro | 8:11, 11:4, 11:3  |
| Madeline Perry | Jenny Duncalf | 11:13, 11:8, 11:5 |

### Finale
| Spielerin   | Spielerin      | Ergebnis         |
| ----------- | -------------- | ---------------- |
| Nicol David | Madeline Perry | 11:9, 11:9, 11:9 |